# 柏原啓一
柏原 啓一（かしわばら けいいち、1935年5月1日 - ）は、日本の哲学研究者、東北大学名誉教授。俳人として柏原眠雨。

## 来歴
東京生まれ。東京大学文学部卒業、東京大学大学院哲学科博士課程中退。1972年、東北大学助教授、教授。1998年、定年退官、名誉教授。放送大学教授、客員教授。2007年、退職。眠雨の号をもつ俳人で、仙台を拠点に俳誌『きたごち』を主催する。2000年、宮城県芸術選奨受賞。2014年、瑞宝中綬章受章。2015年、句集『夕雲雀』で第55回俳人協会賞受賞。

## 著書
- ホモ・クヮエレンス 論集1 以文社 1977.12
- ホモ・クヮエレンス 論集2 以文社 1980.9
- 炎天 句集 柏原眠雨 紅書房 1998.8 (きたごち叢書)
- 草清水 句集 柏原眠雨 毎日新聞社 2000.7 (毎日俳句叢書)
- 柏原眠雨 自解150句選 北溟社 2000.2 (自解150句選シリーズ)
- 総合人間学 放送大学 2002.3
- 柏原眠雨集 牧羊新社 2003.7 (自解100句選)
- 哲学入門 放送大学 2004.3
- 句集 夕雲雀　角川振興文化財団 2015.9

## 共編
- 現代の哲学 藤田健治,茅野良男共編 学文社 1970 (現代哲学選書)
- 哲学の歴史 茅野良男共編 学文社 1971 (現代哲学選書)
- きたごち合同句集 1-2 柏原眠雨編 きたごち俳句会 1991-1994 (きたごち叢書)
- 宮城吟行案内 柏原眠雨 坂内佳禰編 俳人協会 2010.12 (吟行案内シリーズ)

## 翻訳
- シェーラー著作集 7 人間における永遠なるもの 下 亀井裕、岩谷信訳 白水社 1978
- エーベリンク 祈りについて-主の祈りに関する説教 現代キリスト教思想叢書 11 白水社 1980.4

## 参考
- 柏原啓一先生略歴 (柏原啓一先生御退官記念号) 「思索」1998
- 文藝年鑑（柏原眠雨）